# 채유미 (바이올리니스트)
채유미(1969년 ~ )는 대한민국의 바이올리니스트, 대학 교수이다.

## 연주 경력
카리스마 넘치는 연주와 온화함이 어우러진 무대로 관객과 교감하는 연주자로 평가받는 그는 서울예고 재학시절 Jeunesses Ensemble 과 미국 4개 도시 및 동경 협연으로 시작으로 KBS 교향악단, 코리안 심포니, 부천 필하모닉, 강남 심포니, 포항시향, 서울대 동문 오케스트라, 서울시 청소년교향악단, 청주 청소년오케스트라, 대덕오케스트라, 서울튜티앙상블, 독일 Berliner kammer Orchestra, 러시아 블라디보스톡 페스티벌 Orchestra 등 국내외 유수의 오케스트라와 협연을 비롯하여 예술의전당 주최  교향악축제, 11시콘서트, 청소년음악회, 베스트콘서트 시리즈의 협연 무대에서는 정교하고 세련된 연주라는 호평을 받았다.
뿐만 아니라 WGBH 보스톤 라디오에 출연 및 연주, 스페인 칼라오라 페스티벌, 프라이부르크 페스티벌에 초청되어 연주하였으며 금호아트홀 주최 스페셜콘서트, 예술의전당 주최 유망신예, 젊은연주자 시리즈 등 다수의 초청 독주회를 하였다. 또한 예술의전당 주최 실내악축제, 삼성미술관 주최 리움 목요음악회, KT실내악시리즈 등에 초청되어 실내악연주자로서도 왕성한 연주활동을 전개하고 있으며 서울뮤직소사이어티 멤버로 활동하고 있다.

## 학력
- 예원학교를 수석 입학한 이래로 서울예고를 거쳐 서울대학교 음대를 수석으로 졸업한 후 도미하여 뉴잉글랜드 콘서바토리에서 석사와 전문연주자과정을 졸업하였다.
- 미셸 오클레(Michèle Auclair), 이종숙을 사사하였다.

## 수상 경력
일찍이 소년한국일보콩쿨 1위를 시작으로 이화·경향콩쿨, 한국일보콩쿨, 동아콩쿨 등 국내 유수의 콩쿨에서 상위 입상하면서 그 실력을 인정받았으며 ‘서울예고를 빛낸 음악인상’과 ‘연호 예술상’을 수상하였다.
또한 KBS 신인음악회 최우수연주상을 비롯해 바르셀로나 마리아카날스 국제콩쿨, 소란틴영아티스트컴피티션에서 입상 및 뉴잉글랜드 콘서바토리 커멘스먼트 컴피티션에서 1위를 하여 탄탄한 실력과 풍부한 음악성을 인정받았다.

## 현재
현재 상명대학교 음악학부 교수로 재직중이다.